# Centre d'art contemporain d'intérêt national
Pour les articles homonymes, voir Centre d'art contemporain (homonymie).
Le label Centre d'art contemporain d'intérêt national (ou CACIN) est un label officiel français attribué à des institutions culturelles consacrées aux arts visuels contemporains.

## Historique
Le label, créé par décret le 28 mars 2017 et attribué à partir de 2018, distingue des Centres d'art contemporain et constitue une forme de soutien et de reconnaissance. Il vise en filigrane à protéger la liberté de création, de programmation artistique et d'autonomie des directions, et garantit l'accompagnement de l'État,.

## Avantage
La labellisation Centre d'art contemporain d'intérêt national permet à la structure bénéficiaire d'obtenir une aide financière annuelle minimale de l'Etat de 60 000 euros.

## Liste des structures labellisées Centre d'art contemporain d'intérêt national
| Nom de la structure                                             | Commune                     | Département             | Région                     | Année de labellisation |
| --------------------------------------------------------------- | --------------------------- | ----------------------- | -------------------------- | ---------------------- |
| Le Creux de l'enfer                                             | Thiers                      | Puy-de-Dôme             | Auvergne-Rhône-Alpes       | 2019                   |
| Villa du Parc                                                   | Annemasse                   | Haute-Savoie            | Auvergne-Rhône-Alpes       | 2020                   |
| Le 19                                                           | Montbéliard                 | Doubs                   | Bourgogne-Franche-Comté    | 2018                   |
| Espace multimédia Gantner                                       | Bourogne                    | Territoire de Belfort   | Bourgogne-Franche-Comté    | 2018                   |
| Centre d’art GwinZegal                                          | Guingamp                    | Côtes-d'Armor           | Bretagne                   | 2019                   |
| Passerelle                                                      | Brest                       | Finistère               | Bretagne                   | 2018                   |
| La Criée                                                        | Rennes                      | Ille-et-Vilaine         | Bretagne                   | 2018                   |
| 40mcube                                                         | Rennes                      | Ille-et-Vilaine         | Bretagne                   | 2019                   |
| Centre de Création Contemporaine Olivier-Debré                  | Tours                       | Indre-et-Loire          | Centre-Val de Loire        | 2022                   |
| Les Tanneries                                                   | Amilly                      | Loiret                  | Centre-Val de Loire        | 2022                   |
| Le Signe                                                        | Chaumont                    | Haute-Marne             | Grand Est                  | 2020                   |
| Vent des Forêts                                                 | Fresnes-au-Mont             | Meuse                   | Grand Est                  | 2019                   |
| La Synagogue de Delme                                           | Delme                       | Moselle                 | Grand Est                  | 2019                   |
| Centre européen d’actions artistiques contemporaines            | Strasbourg                  | Bas-Rhin                | Grand Est                  | 2024                   |
| Centre rhénan d'art contemporain                                | Altkirch                    | Haut-Rhin               | Grand Est                  | 2022                   |
| La Kunsthalle                                                   | Mulhouse                    | Haut-Rhin               | Grand Est                  | 2019                   |
| Centre d’art et de recherche de Mana                            | Mana                        | Guyane                  | Guyane                     | 2022                   |
| Centre régional de la photographie                              | Douchy-les-Mines            | Nord                    | Hauts-de-France            | 2019                   |
| L'H du Siège                                                    | Valenciennes                | Nord                    | Hauts-de-France            | 2024                   |
| Diaphane                                                        | Clermont                    | Oise                    | Hauts-de-France            | 2022                   |
| Bétonsalon                                                      | Paris                       | Paris                   | Île-de-France              | 2019,                  |
| La Ferme du Buisson                                             | Noisiel                     | Seine-et-Marne          | Île-de-France              | 2020                   |
| Centre photographique d'Île-de-France                           | Pontault-Combault           | Seine-et-Marne          | Île-de-France              | 2019                   |
| Centre d'art contemporain de Brétigny                           | Brétigny-sur-Orge           | Essonne                 | Île-de-France              | 2019,                  |
| La Galerie                                                      | Noisy-le-Sec                | Seine-Saint-Denis       | Île-de-France              | 2021                   |
| Le Crédac                                                       | Ivry-sur-Seine              | Val-de-Marne            | Île-de-France              | 2018                   |
| Le Point du Jour                                                | Cherbourg-en-Cotentin       | Manche                  | Normandie                  | 2019                   |
| Centre photographique Rouen Normandie                           | Rouen                       | Seine-Maritime          | Normandie                  | 2022                   |
| Galerie Duchamp                                                 | Yvetot                      | Seine-Maritime          | Normandie                  | 2021                   |
| Centre d'art contemporain de Meymac - Abbaye Saint-André        | Meymac                      | Corrèze                 | Nouvelle-Aquitaine         | 2022                   |
| Centre d’arts plastiques contemporains                          | Bordeaux                    | Gironde                 | Nouvelle-Aquitaine         | 2021                   |
| Villa Pérochon                                                  | Niort                       | Deux-Sèvres             | Nouvelle-Aquitaine         | 2018                   |
| Chapelle Jeanne d’Arc                                           | Thouars                     | Deux-Sèvres             | Nouvelle-Aquitaine         | 2019                   |
| Le Confort Moderne                                              | Poitiers                    | Vienne                  | Nouvelle-Aquitaine         | 2022                   |
| Centre international d’art et du paysage de l’île de Vassivière | Beaumont-du-Lac             | Haute-Vienne            | Nouvelle-Aquitaine         | 2019,                  |
| Chapelle Saint-Jacques                                          | Saint-Gaudens               | Haute-Garonne           | Occitanie                  | 2019                   |
| Centre d'art et de photographie de Lectoure                     | Lectoure                    | Gers                    | Occitanie                  | 2020                   |
| Maison des arts Georges et Claude Pompidou                      | Cajarc                      | Lot                     | Occitanie                  | 2019,                  |
| Le Parvis                                                       | Tarbes                      | Hautes-Pyrénées         | Occitanie                  | 2024                   |
| Le Lait                                                         | Albi                        | Tarn                    | Occitanie                  | 2019                   |
| Le Grand Café                                                   | Saint-Nazaire               | Loire-Atlantique        | Pays de la Loire           | 2019,                  |
| Le Carré                                                        | Château-Gontier-sur-Mayenne | Mayenne                 | Pays de la Loire           | 2018                   |
| Ambulo                                                          | Digne-Les-Bains             | Alpes-de-Haute-Provence | Provence-Alpes-Côte d'Azur | 2023                   |
| Espace de l'art concret                                         | Mouans-Sartoux              | Alpes-Maritimes         | Provence-Alpes-Côte d'Azur | 2020                   |
| 3 bis f                                                         | Aix-en-Provence             | Bouches-du-Rhône        | Provence-Alpes-Côte d'Azur | 2021                   |
| Triangle-Astérides                                              | Marseille                   | Bouches-du-Rhône        | Provence-Alpes-Côte d'Azur | 2021                   |
| La Villa Noailles                                               | Hyères                      | Var                     | Provence-Alpes-Côte d'Azur | 2018                   |
| Collection Lambert en Avignon                                   | Avignon                     | Vaucluse                | Provence-Alpes-Côte d'Azur | 2022                   |